# 14826 Нікольє
14826 Нікольє (14826 Nicollier) — астероїд головного поясу, відкритий 16 вересня 1985 року.
Тіссеранів параметр щодо Юпітера — 3,176.